# Ваксина срещу дифтерия, тетанус и коклюш
Ваксината против дифтерит, тетанус и коклюш е от типа „убита“ ваксина и е задължителна в имунизационния календар на Република България. Съдържа дифтериен анатоксин, минимално 60 UI, тетаничен анатоксин, минимално 60 UI, коклюшна ваксина, минимално 8 UI, алуминиев хидроксид не повече от 2,5 mg, мертиолат като консервант в ампула от 1 ml.

### Показания
Прилага се за първична активна имунизация за деца след навършени 2 месеца, за първа реимунизация на 2-годишна възраст и при младежи против тетанус, дифтерия и коклюш.

### Странични реакции и усложнения
В редки случаи до 24 часа се появяват локални реакции – зачервяване и инфилтрат до 3-4 см – които изчезват до няколко дни. Възможна е и повишена температура до 38.5 градуса, която може да продължи до 48 часа.

### Лекарствени взаимодействия
Ваксината ДТК е съвместима с полиомиелитната. Те могат да се прилагат едновременно. Останалите се прилагат с 30-дневен интервал преди и след ДТК.

### Противопоказания
Освен общите за ваксините, противопоказана е и при деца със спазмофилия и хипертрофия II и III степен.

### Дозировка
Първична имунизация се провежда на деца, навършили 2 месеца, и се състои от 3 инжекции по 0,5 мл с интервал от 30 дни. Първата реимунизация се прилага на двегодишна възраст, но не по-рано от 1 година след завършена имунизация.

### Съхранение
Хладилен режим от +2 до +8 градуса. Срок на годност 2 години.